# Pointe-Noire, Guadeloupe
Pointe-Noire là một xã thuộc tỉnh Guadeloupe vùng lãnh thổ hải ngoại Guadeloupe của Pháp ở biển Caribbean.